# Narsingdi
Narsingdi (Bengalisch নরসিংদী) ist eine Stadt in Bangladesch, die Teil der Division Dhaka ist. Die im Distrikt Narsingdi gelegene Distrikthauptstadt liegt 48 Kilometer nordöstlich von der Landeshauptstadt Dhaka entfernt. Die Stadt ist Teil des Upazila Narsingdi Sadar mit 707.525 Einwohnern. Die Einwohnerzahl Narsingdis lag 2011 bei über 146.000.

## Einwohnerentwicklung
| Jahr | Einwohnerzahl |
| ---- | ------------- |
| 1991 | 98.342        |
| 2001 | 124.204       |
| 2011 | 146.115       |